# Savez na Sinaju
Savez na Sinaju predstavljen je u Bibliji kao središnji događaj nakon izlaska Izraelaca iz egipatskog ropstva. Savez sklapaju Bog i narod.

## Knjiga Saveza
Zakon Saveza sadrži zapovjedi koje se bave odnosima prema Bogu. Bog ih je dao Mojsiju, na brdu Sinaju, nakon što su Božjom rukom Izraelci izbavljeni iz Egipta, prešavši Crveno more. Savez na Sinaju, opisan je u knjizi Izlaska. Savez sadrži Deset Božjih zapovjedi.
Savez na Sinaju, spominje se na dva mjesta u Bibliji: u Knjizi Izlaska (Izl 20) i Ponovljenom zakonu (Pnz 5).
Knjiga Saveza (Izl 20,22-23,33) govori o odvraćanju Izraelaca koji, zbog odsutnosti Mojsija koji je 40 dana proveo na Sinaju (Izl 24,18), izrađuju sebi zlatno tele koje nazivaju bogom koji ih je izveo iz Egipta. Vraćajući se sa Sinaja i vidjevši taj prizor, Mojsije gnjevno razbija prvotne ploče Saveza (Izl 32,19).
Knjiga Izlaska također govori o obnovi Saveza (Izl 34, 1-4), gdje Bog zapovijeda Mojsiju da napravi nove ploče Saveza.
Propise slične onima sadržanim u Savezu na Sinaju poznavali su već stari Egipćani i Babilonci. Npr. Hamurabijev zakonik iz Babilonskog carstva sadrži pravne propise kojima se primjerice štiti slabe od jakih i slično.
Savez na Sinaju konstitutivan je za kasniji život Izraelskog naroda. Po Božjem planu, Izraelci su se oblikovali kao pripadnici jedne narodne zajednice i postali nosioci i baštinici Sinajskog Saveza. Brdo Božje objave je Sinaj ili Horeb. To se brdo po predaji koja datira barem iz bizantskoga doba poistovjećuje s „Mojsijevim brdom“ (arap. Džebel Musa). Nakon prelaska preko Crvenoga mora, Hebreji idu preko brda Sinaja. Na Sinaju su Bog i (Izraelski) narod sklopili Savez zapečačen krvlju žrtava (Izl 19-20).

## Novi zavjet
Starozavjetni prorok Jeremija spominje novi Savez (Jr 31,31-34), a tu će ideju preuzeti novozavjetni pisci.

## Vanjske poveznice
- Got Questions.org – Što je Mojsijev savez?
- [neaktivna poveznica]
- Biblijski institut Zagreb – Danijel Časni: »Savez s Bogom«  Arhivirana inačica izvorne stranice od 5. listopada 2022. (Wayback Machine)
- Vjera i djela.com – Ivica Ćatić: »Knjiga Izlaska 19-20: Sinajski Savez«
- Readtheoldtestament.com – Stephen Coney: »11. Savezi drugi dio: Sinajski savez«  Arhivirana inačica izvorne stranice od 5. listopada 2022. (Wayback Machine)
- Božo Odobašić: »Savez na Sinaju – objava Božjeg milosrđa. Teologija Saveza u Knjizi Izlaska«, u: Bogoslovska smotra, 80 (2010.) 1, 167-197.